# Antihumanism
Antihumanism är en tankeströmning som är kritisk till filosofisk humanism. Exempel på antihumanister är Baruch Spinoza, Michel Foucault och Louis Althusser.

## Humanism
Enligt Yitzhak Melamed består humanismen av tre teser:
1. Människan har ett unikt värde som övriga varelser i naturen inte har
2. Människan har ett unikt perspektiv som är grunden för all förståelse av naturen
3. Det finns någon form av "essens" i människan som berättigar människans position som härskare över naturen

Filosofisk humanism har enligt Melamed förekommit ända sedan Antikens Grekland - som exempel nämner Melamed Protagoras tes "att människan är alltings mått".

## Spinoza
Enligt Melamed beskrivs filosofen Baruch Spinoza ofta som en modern humanist, men Melamed anser att detta är ett missförstånd - Spinoza är enligt Melamed en av de mest radikala antihumanisterna bland de moderna filosoferna. Melamed menar att Spinoza var antihumanist då han: (1) betraktar människans roll i universum som marginell, (2) betraktar antropomorfism som en form av arrogans, (3) betraktar Guds perspektiv som det enda objektiva perspektivet, (4) anser att människan saknar värdighet och (5) anser att det är tveksamt om människan har fri vilja eller moral. Spinoza är enligt Melamed intresserad av frågan om en mänsklig natur, men förnekar den humanistiska tesen att människan har en förhöjd och unik position i naturen.

## Foucault
Den franske filosofen Michel Foucaults verk beskrivs av Roger Paden som en "lång meditation på humanismens roll i samhällsvetenskaperna". Paden refererar till Foucaults verk Les mots et les choses ("Tingens ordning"), där Foucault förutspår att "människan" är en modern skapelse som är dömd till att "försvinna". Med "människan" syftar Foucault enligt Paden på den humanistiska filosofin, och Paden menar att merparten av Foucaults verk kan läsas som en direkt kritik mot humanismen. Paden betonar dock att Foucaults bild av humanism och likaså hans kritik av humanismen förändrades under Foucaults livstid.

### Förklarande humanism
Den unga Foucault betraktade humanismen som en essentialistisk teori som försöker förklara samhället utifrån ett oföränderligt mänskligt subjekt (en mänsklig natur). Paden beskriver att förnuftet är en central del i denna teori, och benämner denna teori som "förklarande humanism". Foucaults kritik av "förklarande humanism" finns enligt Paden i Foucaults verk Histoire de la folie à l'âge classique ("Vansinnets historia under den klassiska epoken"), där Foucault menar att människans syn på och definition av "förnuft" och "mental hälsa" utgår från människans syn på vansinne. Foucault spårar idén om att "förnuft" och "vansinne" är motpoler till varandra till vad han benämner "den klassiska eran" (1650–1800). Foucault menar dock att förhållandet mellan vansinne och förnuft är mer komplex än att endast utgöra varandras konceptuella motpoler. Foucault menar att "vansinne" och synen på vansinne har förändrats (och fortsätter att förändras) till följd av förändringar i juridik, moral, medicin och kriminologi. Genom att förändra hur vansinne hanteras i samhället, förändras också synen på vansinne och vansinnet i sig självt, menar Foucault. Paden menar att om vansinne och förnuft har den typ av relation som Foucault menar att de har, och Foucaults historia över vansinnet är sann, kan förnuftet inte vara en oföränderlig och mänsklig essens såsom humanister påstår att den är.
Ett humanistiskt motargument till Foucaults syn är enligt Paden att vansinnets "väsen" och dess "framträdande" är skilda fenomen. Det vill säga, även om synen på vansinne och sättet som vansinne framträtt i samhället har förändrats, finns det ändå enligt denna syn en "essens" i vansinnet som är och förblir oföränderligt. Detta argument kan enligt Paden i sin tur bemötas med att vansinnets "väsen" och dess "framträdande" inte är väsensskilda.
Ytterligare ett humanistiskt svar till Foucaults syn som Paden nämner är att hävda att förnuftet inte utgör människans essens, vilket därmed gör Foucaults kritik irrelevant för humanismen. Ett likartat svar är att förändra det humanistiska projektet, något Paden menar har redan har skett i historien då humanismen i modern tid blivit till en metateori.

### Epistemologisk humanism
Paden menar att "modern humanism" är en metateori, det vill säga en teori vars objekt är andra teorier. Paden kallar denna "moderna humanism" för "epistemologisk humanism" och beskriver denna filosofi som grundad på en fundamentistisk idé om att kunskap utgår från människan/den mänskliga naturen.
Foucault menar att "humanvetenskaperna" (historia, lingvistik, etnologi och psykoanalys) studerat de kognitiva processer som gör kunskap möjligt. Vidare menar Foucault att dessa vetenskaper är besläktade med "humanistiska filosofier" såsom positivism, fenomenologi, marxism, strukturalism och hermeneutik. Enligt Foucault förenas dessa vetenskaper och filosofier av att de betraktar kunskap som något som grundas i den mänskliga naturen, och att de karaktärsdrag som gör kunskap möjligt går att upptäcka genom de empiriska undersökningar som humanvetenskaperna ägnar sig åt.
Enligt Paden framför Foucault inte några argument mot epistemologisk humanism, utan Foucault ägnar sig istället åt en lång psykologisk analys och diskussion av fundamentism. Foucault lånar Sigmund Freuds användning av ordet "repetition" och menar att den epistemologiska humanismens historia är en historia av misslyckanden och neurotiska/tvångsmässiga repetitioner. Enligt Freud är syftet med repetitioner att bemästra en obehaglig situation. När repetitionen inte leder till ett bemästrande av situationen utan endast en tillfällig flykt från obehagliga känslor, blir repetitionen till ett tvångsmässigt och neurotiskt beteende. Foucault menar att epistemologiska humanister gång på gång försökt hitta de "fundament" som kunskapen vilar på, men att de tvångsmässigt/neurotiskt fortsatt detta sökande trots ändlösa misslyckanden. Freud menade att botemedlet till neurotiska repetitioner är att tillsammans med terapeuten gå igenom en upplevelse som vanligen leder till att det neurotiska beteendet återupprepas. Med terapeutens hjälp ska patienten, istället för att använda det repetitiva beteendet för att stilla obehagliga känslor, bemästra den situation som patienten hittills endast undvikit med hjälp av det neurotiska beteendet. Enligt Paden är Foucaults bok Les mots et les choses ("Tingens ordning") strukturerad på det sätt som den är i syfte att vara ett terapeutiskt hjälpmedel för epistemologiska humanister att undvika deras neurotiska repetitioner. I boken undersöker Foucault strukturalismen, enligt Paden eftersom strukturalism var det florerande uttrycket för humanism då Foucault skrev boken. Att det är just strukturalismen som analyseras menar Paden alltså är av terapeutiska skäl. Foucault menar att om strukturalistisk epistemologi är sann måste de strukturer som hittats i diskurser inte bara begränsa kunskapen, utan även utgöra en grund för kunskapen. Foucaults historiska undersökning som han redogör för i Les mots et les choses visar dock att det inte finns någon "struktur för strukturerna", utan istället en pluralitet av strukturer som gör det omöjligt att grunda kunskapen i någon bestämd struktur. Enligt Paden är Foucaults syfte med detta inte att motbevisa alla former av epistemologisk humanism, utan snarare att "terapeutiskt" visa att humanismen som epistemologiskt projekt är lönlöst.
Paden menar att Foucault skulle kunna kritiseras för att bemöta ett filosofiskt problem med en psykologisk analys. Paden menar dock att Foucault genom att bemöta frågan genom en psykologisk analys ifrågasätter själva rationaliteten i humanismen och likaså själva sättet som filosofer bemöter filosofiska problem på. Paden menar att Foucaults verk antyder att psykoterapi är Foucaults föredragna sätt att bemöta filosofiska problem på. Paden skriver dock att en central svaghet i Foucaults resonemang är att han inte uttryckligen argumenterar för detta, och ej heller ger något annat tydligt alternativ till det rationalistiska sättet att bemöta filosofiska problem på.

### Genealogi
Paden menar att "genealogi" utgör Foucaults alternativ till humanismen. I Foucaults senare verk menar Paden att Foucault analyserar humanismen som en ideologi, och att genealogin används som analysinstrument av denna ideologi. Enligt Foucault är genealogi ett sätt att förklara nuet och nuvarande sociala praktiker genom att undersöka deras historia - i Foucaults termer är genealogi "nuets historia". Till skillnad från idéhistoria utgår genealogin dock inte från ett ahistoriskt subjekt. Istället försöker genealogin förklara såväl subjektivitet som kunskap som fenomen som formats och formas av sin historiska kontext och denna kontexts sociala praktiker. Med andra ord utgår genealogin från att idén om en "mänsklig natur" och idén om "kunskap" är sociala konstruktioner som förändrats genom historiens gång. Den antihumanistiska aspekten i detta är enligt Paden att genealogin förnekar existensen av en objektiv mänsklig natur samt idén om att kunskap utgår från en sådan objektiv mänsklig natur.
Det sätt som Foucault menar att det moderna subjektet (den moderna "mänskliga naturen") skapats på är genom "normaliserande disciplin". Med denna term syftar Foucault till "de hjälpande professionerna" - socialarbetare, läkare, psykologer, kriminologer, poliser, lärare, jurister, HR-experter, med flera - samt de vetenskaper som dessa professioner grundar sig på. Paden menar att humanismen har ett ömsesidigt påverkansförhållande till dessa praktiker och vetenskaper. Humanismen har enligt Paden varit dessa praktiker och vetenskapers ideologi, men humanismen har även förändrats i takt med att dessa vetenskaper producerat "kunskap" om "människan". Vidare menar Paden att humanismen använts för att berättiga och dölja maktutövande.
Foucauls genealogi försöker även beskriva hur kunskap konstrueras. Kunskap, och likaså sanning, är enligt Foucault en produkt av makt. Foucault sa i en intervju från 1972 följande: "med sanning syftar jag till [...] den ensemble av regler genom vilka sanning och falskhet separeras". Paden menar således att Foucaults genealogi av kunskap syftar till att spåra ursprunget till de moderna "reglerna" som urskiljer sanning från falskhet. Foucaults objekt i hans genealogier är inte ett transcendentalt subjekt utan snarare kroppar, diskurser och sociala praktiker.
Paden menar att om än att Foucaults genealogi kan synliggöra brister i humanismen, riskerar Foucaults genealogi att leda till en "självförgörande behaviorism" som omöjliggör all kunskap. Likaså menar Paden att genealogin riskerar att bli en ny form av humanism, och att även genealogin är bunden av sin historiska kontext. Paden skriver: "vad är genealogins genealogi?", en fråga Paden anser måste ges ett tillfredsställande svar om genealogin ska kunna utgöra ett alternativ till humanismen.

## Althusser
Den strukturalistiska marxisten Louis Althussers marxism beskrivs av Althusser själv som en "teoretisk antihumanism" såtillvida att Althusser menar att jaget och människan endast är en effekt av de strukturer som människor lever inom. Althusser menar således att det är "historien som skapar människan" snarare än tvärtom. Den humanism som Althusser vänder sig mot är idén att människan har en unik position i naturen, att det går att dra moraliska och politiska slutsatser från en bestående mänsklig natur och att människan har en förmåga till att göra fria och rationella val.
Enligt Althusser var Marx "egentligen" inte en humanist, även om hans tidiga verk av Althusser beskrivs som kontaminerade av humanism. Som stöd till hans tolkning av Marx citerar Althusser flera av Marx verk, såsom Randanmärkningar till Adolph Wagners lärobok i politisk ekonomi (1879) där Marx skriver "min analytiska metod [...] börjar inte med människan utan med den ekonomiskt givna sociala perioden" och Teser om Feuerbach (1845) där Marx i sjätte tesen skriver "den mänskliga essensen [...] är inte en abstraktion som finns i varje individ [...] det är ensemblen av sociala relationer". Althusser tolkar även Marx användning av ordet "träger" (bokstavligen "bärare") som en antites till den humanistiska idén om att människan är subjektet av sin egen historia. Althusser citerar bland annat sidan 85 i Kapitalet, där Marx skriver: "de karaktärer som deltar på den ekonomiska planen är blott träger av de ekonomiska relationer som existerar mellan dem". Enligt Althusser finns ingen fri vilja, utan alla handlingar är mekaniska följder av de produktionsrelationer (strukturer) som människor befinner sig inom. Enligt Steven B. Smith finns det således inget "jag" i Althussers filosofi – Smith talar om "Althussers överdeterminerade jag". Smith beskriver detta "överdeterminerade jag" som en "skådespelare som spelar sin roll där såväl manus som scen skapats i förväg för dem".